# Çò des de Berar
Çò des de Berar és una casa del poble de Vila al municipi de Vielha e Mijaran (Vall d'Aran) inclosa a l'Inventari del Patrimoni Arquitectònic de Catalunya.

## Descripció
És un antic habitatge convertit en segona residència que conserva un casal molt semblant al Çò de Joanon, d'estructura allargada amb la façana principal paral·lela a la "capièra" orientada a migdia, sis obertures resoltes amb fusta en les dues plantes "capochines" en el primer nivell de "l'humarau" i "boques de lop" en el segon i una "humenèja" a cada extrem de la coberta, resolta així amb un "tresaigües".
La coberta d'encavallades de fusta suporta un llosat de pissarra. En aquest cas, però, destaca la qualitat i la decoració que ressalta la porta d'accés, amb petxines i un picaporta de bronze .Damunt de la porta compareix un rellotge de sol pintat, amb números romans, que probablement és dels millors conservats de la Val, i dins d'una pedra circular un motiu heràldic conformat per una soga amb sis nusos. A l'exterior, com a ornament, hi ha el típic "rusquèr".

## Història
Al segle xix el nucli de Vila tenia 42 cases cobertes de pissarra, i en l'interior de fusta. El llinatge Berat assolí certa importància al segle xviii, a Vielha i Vilac.